# Jan Lundin
Jan Ored "Ludde" Lundin, född 3 september 1942 i Stockholm, död 10 maj 2023 i Åkersberga, Stockholms län, var en svensk simmare. Han tävlade för Stockholmspolisens IF.
Lundin tävlade för Sverige vid olympiska sommarspelen 1964 i Tokyo, där han var en del av Sveriges lag som slutade på femte plats på både 4 x 100 meter frisim och 4 x 200 meter frisim.
Vid Europamästerskapen i simsport 1962 tog Lundin brons på 4 x 100 meter frisim. 1963 tilldelades han Stora grabbars märke. Vid Europamästerskapen i simsport 1966 tog Lundin brons på 4 x 100 meter frisim och 4 x 200 meter frisim.